# Louis van Parys
Louis van Parys (Gante, 16 de julio de 1908-Gante, 6 de septiembre de 1998) fue un deportista belga que compitió en natación, especialista en el estilo braza. Ganó dos medallas en el Campeonato Europeo de Natación, plata en 1926 y bronce en 1927.

## Palmarés internacional
| Campeonato Europeo | Campeonato Europeo | Campeonato Europeo | Campeonato Europeo |
| Año                | Lugar              | Medalla            | Prueba             |
| ------------------ | ------------------ | ------------------ | ------------------ |
| 1926               | Budapest (Hungría) | Medalla de plata   | 200 m braza        |
| 1927               | Bolonia (Italia)   | Medalla de bronce  | 200 m braza        |